# Douzième circonscription du Nord
Pour les articles homonymes, voir Douzième circonscription du Nord de 1986 à 2012.
La douzième circonscription du Nord est l'une des 21 circonscriptions législatives françaises que compte le département du Nord. Elle est représentée dans la XVIe législature par Michaël Taverne, député Rassemblement national. Son suppléant est Valentin Delhaye, jeune élu qui annonce sa démission de son poste d'attaché parlementaire à la presse le 2 juin 2023 à la suite d'un différend avec le député. 

## Description géographique
Depuis l'adoption de l'ordonnance no 2009-935 du 29 juillet 2009, ratifiée par le Parlement français le 21 janvier 2010, la composition de cette circonscription a été intégralement modifiée. Elle regroupe désormais les anciennes divisions administratives suivantes : 
- Canton d'Avesnes-sur-Helpe-Sud
- Canton de Berlaimont
- Canton de Carnières
- Canton d'Hautmont
- Canton de Landrecies
- Canton du Quesnoy-Est
- Canton du Quesnoy-Ouest
- Canton de Solesmes.

### Pyramide des âges
| Hommes | Classe d’âge   | Femmes |
| ------ | -------------- | ------ |
| 8      | 65 ans et plus | 11     |
| 28     | 20 à 64 ans    | 28     |
| 13     | 0 à 19 ans     | 12     |

### Catégorie socio-professionnelle
Répartition de la population active par catégorie socio-professionnelle en 2013
| Agriculteurs | Artisans, commerçants, chefs d'entreprise | Cadres, professions intellectuelles | Professions intermédiaires | Employés | Ouvriers | Retraités | Autres |
| ------------ | ----------------------------------------- | ----------------------------------- | -------------------------- | -------- | -------- | --------- | ------ |
| 1,0 %        | 2,5 %                                     | 4,6 %                               | 12,2 %                     | 16,1 %   | 16,7 %   | 26,8 %    | 20,0 % |

## Historique des députations
| Législature | Début de mandat | Fin de mandat | Député              | Parti politique | Observations                                                                           |
| ----------- | --------------- | ------------- | ------------------- | --------------- | -------------------------------------------------------------------------------------- |
| XIVe        | 20 juin 2012    | 20 juin 2017  | Christian Bataille  | PS puis DVG     |                                                                                        |
| XVe         | 21 juin 2017    | 21 juin 2022  | Anne-Laure Cattelot | LREM            |                                                                                        |
| XVIe        | 22 juin 2022    | 9 juin 2024   | Michaël Taverne     | RN              | Mandat écourté à la suite d'une dissolution parlementaire décidée par Emmanuel Macron. |

## Historique des élections

### Élections de 2012
| Candidat       | Candidat                         | Parti          | Premier tour | Premier tour | Second tour | Second tour |  |
| Candidat       | Candidat                         | Parti          | Voix         | %            | Voix        | %           |  |
| -------------- | -------------------------------- | -------------- | ------------ | ------------ | ----------- | ----------- |  |
|                | Christian Bataille sortant réélu | PS             | 17 270       | 33,33        | 27 129      | 57,47       |  |
|                | Anne-Sophie Lévêque              | FN (RBM)       | 9 298        | 17,95        | 20 080      | 42,53       |  |
|                | Bernard Baudoux                  | PCF (FG)       | 7 953        | 15,35        |             |             |  |
|                | Joël Wilmotte                    | Divers droite  | 7 953        | 15,35        |             |             |  |
|                | Étienne Cauchy                   | NC (UMP, PRV)  | 6 898        | 13,31        |             |             |  |
|                | Laurent Bernier                  | EÉLV (MÉI)     | 810          | 1,56         |             |             |  |
|                | Serge Haquette                   | PDF            | 360          | 0,69         |             |             |  |
|                | Jean-Charles Cournut             | LO             | 357          | 0,69         |             |             |  |
|                | Aude Sacerdot                    | DLR            | 341          | 0,66         |             |             |  |
|                | Constance Le Gonidec             | LT-LNÉ         | 334          | 0,64         |             |             |  |
|                | David Joly                       | AÉI            | 234          | 0,45         |             |             |  |
|                |                                  |                |              |              |             |             |  |
| Inscrits       | Inscrits                         | Inscrits       | 93 685       | 100,00       | 93 678      | 100,00      |  |
| Abstentions    | Abstentions                      | Abstentions    | 40 958       | 43,72        | 42 661      | 45,54       |  |
| Votants        | Votants                          | Votants        | 52 727       | 56,28        | 51 017      | 54,46       |  |
| Blancs et nuls | Blancs et nuls                   | Blancs et nuls | 919          | 1,74         | 3 808       | 7,46        |  |
| Exprimés       | Exprimés                         | Exprimés       | 51 808       | 98,26        | 47 209      | 92,54       |  |

### Élections de 2017
Les élections législatives françaises de 2017 ont eu lieu les dimanches 11 et 18 juin 2017. 
|                                                                      |                                                        |                           |                           |                          |                          |
|                                                                      |                                                        | Premier tour 11 juin 2017 | Premier tour 11 juin 2017 | Second tour 18 juin 2017 | Second tour 18 juin 2017 |
|                                                                      |                                                        |                           |                           |                          |                          |
|                                                                      |                                                        | Nombre                    | % des inscrits            | Nombre                   | % des inscrits           |
| Inscrits                                                             | Inscrits                                               | 93 610                    | 100,00                    | 93 580                   | 100,00                   |
| Abstentions                                                          | Abstentions                                            | 51 328                    | 54,83                     | 54 752                   | 58,51                    |
| Votants                                                              | Votants                                                | 42 282                    | 45,17                     | 38 828                   | 41,49                    |
|                                                                      |                                                        |                           | % des votants             |                          | % des votants            |
| Bulletins blancs                                                     | Bulletins blancs                                       | 672                       | 1,59                      | 2 451                    | 6,31                     |
| Bulletins nuls                                                       | Bulletins nuls                                         | 316                       | 0,75                      | 1 052                    | 2,71                     |
| Suffrages exprimés                                                   | Suffrages exprimés                                     | 41 294                    | 97,66                     | 35 325                   | 90,98                    |
|                                                                      |                                                        |                           |                           |                          |                          |
| Candidat Étiquette politique (partis et alliances)                   | Candidat Étiquette politique (partis et alliances)     | Voix                      | % des exprimés            | Voix                     | % des exprimés           |
|                                                                      |                                                        |                           |                           |                          |                          |
|                                                                      | Gérard Philippe Front national                         | 9 921                     | 24,03                     | 16 236                   | 45,96                    |
|                                                                      | Anne-Laure Cattelot La République en marche !          | 9 710                     | 23,51                     | 19 089                   | 54,04                    |
|                                                                      | Laurent Courtois La France insoumise                   | 5 230                     | 12,67                     |                          |                          |
|                                                                      | Marjorie Gosselet Les Républicains                     | 4 799                     | 11,62                     |                          |                          |
|                                                                      | Joël Wilmotte Divers droite                            | 3 365                     | 8,15                      |                          |                          |
|                                                                      | Christian Bataille (député sortant) Divers gauche      | 3 325                     | 8,05                      |                          |                          |
|                                                                      | Jean Durieux Parti communiste français                 | 2 216                     | 5,37                      |                          |                          |
|                                                                      | Élisabeth Saint-Guily Europe Écologie Les Verts        | 1 119                     | 2,71                      |                          |                          |
|                                                                      | Laurent Coulon Divers gauche                           | 783                       | 1,90                      |                          |                          |
|                                                                      | Jean-Charles Cournut Lutte ouvrière                    | 313                       | 0,76                      |                          |                          |
|                                                                      | Nadine Fournard Extrême droite (Parti de la France)    | 266                       | 0,64                      |                          |                          |
|                                                                      | Jonathan Pottiez Divers (Union populaire républicaine) | 247                       | 0,60                      |                          |                          |
| Source : Ministère de l'Intérieur - Douzième circonscription du Nord |                                                        |                           |                           |                          |                          |

### Élections de 2022
Les élections législatives françaises de 2022 ont eu lieu les dimanches 12 et 19 juin 2022.
| Candidat                 | Candidat                 | Parti et coalition       | Premier tour | Premier tour | Second tour | Second tour |
| Candidat                 | Candidat                 | Parti et coalition       | Voix         | %            | Voix        | %           |
| ------------------------ | ------------------------ | ------------------------ | ------------ | ------------ | ----------- | ----------- |
|                          | Michaël Taverne          | RN                       | 13 724       | 33,91        | 20 415      | 52,82       |
|                          | Anne-Laure Cattelot      | LREM (ENS)               | 11 057       | 27,32        | 18 235      | 47,18       |
|                          | Malik Yahiatène          | LFI (NUPES)              | 7 945        | 19,63        |             |             |
|                          | Claude Dupont            | LR (UDC)                 | 3 268        | 8,07         |             |             |
|                          | Simon Flahaut            | REC                      | 1 543        | 3,81         |             |             |
|                          | Grégory Pamart           | DIV                      | 1 125        | 2,78         |             |             |
|                          | Ludovic Lussiez          | RES                      | 821          | 2,03         |             |             |
|                          | Laurent Lehrhaupt        | LO                       | 591          | 1,46         |             |             |
|                          | Geoffrey Denis           | LP (UPF)                 | 402          | 0,99         |             |             |
|                          |                          |                          |              |              |             |             |
| Votes valides            | Votes valides            | Votes valides            | 40 476       | 97,77        | 38 650      | 93,67       |
| Votes blancs             | Votes blancs             | Votes blancs             | 688          | 1,66         | 1 856       | 4,50        |
| Votes nuls               | Votes nuls               | Votes nuls               | 236          | 0,57         | 756         | 1,83        |
| Total                    | Total                    | Total                    | 41 400       | 100          | 41 262      | 100         |
| Abstention               | Abstention               | Abstention               | 51 696       | 55,53        | 51 849      | 55,69       |
| Inscrits / participation | Inscrits / participation | Inscrits / participation | 93 096       | 44,47        | 93 111      | 44,31       |

### Élections de 2024
| Candidat                 | Candidat                 | Parti et coalition       | Nuance                   | Premier tour | Premier tour |
| Candidat                 | Candidat                 | Parti et coalition       | Nuance                   | Voix         | %            |
| ------------------------ | ------------------------ | ------------------------ | ------------------------ | ------------ | ------------ |
|                          | Michaël Taverne          | LAF (RN)                 | RN                       | 31 567       | 54,74        |
|                          | Sébastien Seguin,        | SE                       | DVD                      | 12 279       | 21,29        |
|                          | Bernard Baudoux          | PCF (NFP)                | UG                       | 11 992       | 20,80        |
|                          | Isabelle Prévost         | REC                      | REC                      | 932          | 1,62         |
|                          | Laurent Lehrhaupt        | LO                       | EXG                      | 894          | 1,55         |
|                          |                          |                          |                          |              |              |
| Suffrages exprimés       | Suffrages exprimés       | Suffrages exprimés       | Suffrages exprimés       | 57 664       | 97,02        |
| Votes blancs             | Votes blancs             | Votes blancs             | Votes blancs             | 1 263        | 2,12         |
| Votes nuls               | Votes nuls               | Votes nuls               | Votes nuls               | 510          | 0,86         |
| Total                    | Total                    | Total                    | Total                    | 59 437       | 100          |
| Abstention               | Abstention               | Abstention               | Abstention               | 33 633       | 36,14        |
| Inscrits / participation | Inscrits / participation | Inscrits / participation | Inscrits / participation | 93 070       | 63,86        |